# Grand Street (Sixth Avenue Line)
Grand Street is een station van de metro van New York aan de Sixth Avenue Line in Manhattan. Het station is geopend in 1967. De lijnen  maken gebruik van dit station.

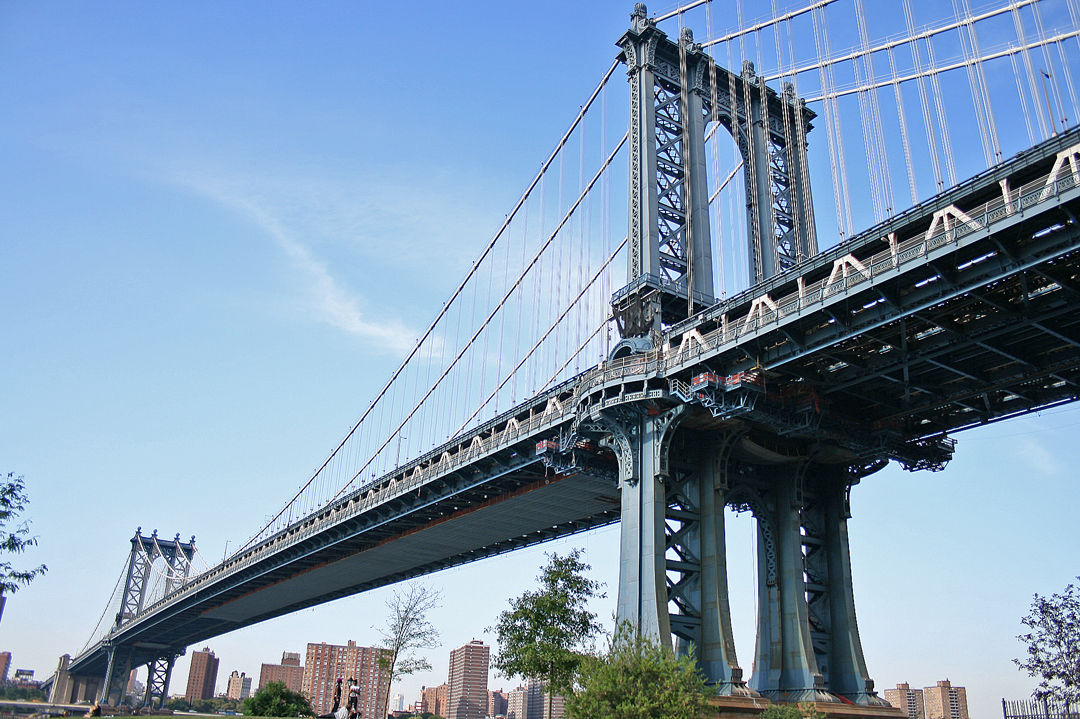
Manhattan Bridge

Treinen die het station in zuidelijke richting verlaten rijden via Manhattan Bridge naar DeKalb Avenue of Atlantic Avenue-Pacific Street.
 ·  ·  ·  ·  ·  ·  ·  ·  · 